# Günter Graf (Politiker, 1934)
Günter Graf (* 17. September 1934 in Suhl; † 23. Februar 2022 in Freiberg) war ein deutscher Politiker der Sozialistischen Einheitspartei Deutschlands (SED), Hochschullehrer und Werksleiter in der Deutschen Demokratischen Republik (DDR). Er war von 1970 bis 1978 Stellvertreter des Ministers für Erzbergbau, Metallurgie und Kali der DDR.

## Leben
Graf, Sohn eines Bierbrauers, begann nach dem Abitur und zwei Praktika im VEB Mansfeld-Kombinat „Wilhelm Pieck“ in Eisleben und im VEB Berliner Metallhütten und Halbzeugwerke 1954 ein Studium an der Bergakademie Freiberg, welches er 1959 als Diplom-Ingenieur abschloss. Schon als Schüler war er 1949 in die Freie Deutsche Jugend (FDJ) eingetreten und wurde 1958 Mitglied der SED.
Nach dem Studium wurde Graf wissenschaftlicher Assistent an der Bergakademie und wurde 1964 promoviert. Im selben Jahr wurde er Chefmetallurge und leitender Mitarbeiter im VEB Mansfeld-Kombinat „Wilhelm Pieck“. 1969/70 war er in der SED-Kreisleitung des Mansfeld-Kombinats Sekretär für Wirtschaftspolitik.
1970 wurde Graf stellvertretender Minister für Erzbergbau, Metallurgie und Kali in Ostberlin. In dieser Funktion war er von 1971 bis 1978 Leiter der DDR-Delegation in der Ständigen Kommission für Buntmetallurgie innerhalb des Rats für gegenseitige Wirtschaftshilfe (RGW). 1974/75 absolvierte er zusätzlich ein Studium an der Parteihochschule „Karl Marx“ der SED.
1978 wurde Graf als stellvertretender Minister abgelöst und wurde 1979 Direktor des Forschungsinstituts für Nichteisen-Metalle des VEB Mansfeld-Kombinat „Wilhelm Pieck“. 1980 wurde er als Professor an die Bergakademie Freiberg berufen. Zusätzlich war er von 1980 bis 1986 Leiter der Gruppe Metallische Werkstoffe im Forschungsrat der DDR.
1986 wurde Graf, als Nachfolger von Otto Rischel, Generaldirektor des VEB Bergbau- und Hüttenkombinat „Albert Funk“ Freiberg. Nach der Wende und der friedlichen Revolution in der DDR wurde er Anfang 1990 abgelöst. Später war er als Fachbuchautor und Industrieberater tätig und setzte sich 1993 zur Ruhe. 
Graf lebte in Freiberg in Sachsen.

## Ehrungen
- 1984 Vaterländischer Verdienstorden (DDR)